# Victoria Dubourg
Victoria Dubourgová nebo Victoria Fantin-Latour (1. prosince 1840, Paříž – 30. září 1926, Nice) byla francouzská malířka, malovala převážně zátiší. Narodila se v Paříži a malovat se učila u Fanny Chéron. Tam se setkala s malířem Henri Fantin-Latourem, za kterého se provdala v roce 1876. Spolupracovala s ním na jeho květinových obrazech, ale malovala i vlastní obrazy, které podepisovala „V Dubourg“. Dubourgová byl kritizována jako umělkyně, jejíž práce postrádá originalitu a která pouze reprodukuje styl svého známého manžela.
Pečlivý přehled jejích raných prací však ukazuje, že Dubourgová začala malovat zátiší už dva roky před setkáním s Fantin-Latourem.
Její obraz Košík květin (A Basket of Flowers) byl zařazen do knihy Seznam světových malířek (Women Painters of the World) z roku 1905.

## Životopis
Victoria se narodila v roce 1840 a její rodiče se vzali v roce 1843. Měla jedinou sestru, Charlotte Dubourg (1850–1921). Její rodina pocházela z Orne. Její matka Françoise Bienvenu se narodila v Sées, kde žili její rodiče. Její otec Philippe Bienvenu žil v Buré a odkázal Victorii dům na La Croix.
Rodina žila několik let ve Frankfurtu. Po návratu do Paříže se Victoria učila u malířky Fanny Chéron (* 1830), která si otevřela studio pro mladé dívky. Victoria, milovnice hudby a pianistka, zde studovala malbu a učila se kopírováním obrazů vystavených v Louvru. Tam se setkala s Henri Fantin-Latourem, který v roce 1873 namaloval její první portrét.
Raná díla Victorie Dubourgová vykazovala styl blízký manželovi, příkladem je portrét její sestry Charlotte z roku 1870. Koncem 60. let 18. století už se však její práce od stylu Fantin-Latoura odlišovala. Victoria malovala pouze zátiší s květinami a ovocem. Po manželově smrti pokračovala v malování, její tahy štětcem se staly vláčnými a volnějšími a barvy byly živější, jak je patrné z jejího obrazu z roku 1908, Chryzantémy.
Byla součástí okruhu umělců Édouarda Maneta, Berthe Morisot a Edgare Degase.
Po manželově smrti v roce 1904 uspořádala významnou retrospektivu jeho díla. Věnovala se vytvoření katalogu uměleckých děl s vysvětlivkami a vědeckými komentáři na úkor vlastní práce.
Victoria Dubourg vystavovala na Salonu v Paříži od roku 1869, poté na Salonu des artistes français a na Royal Academy of Arts v Londýně, kde byla členkou stejně jako její manžel. V Paříži získala čestné uznání v roce 1894 a medaili v roce 1895. V roce 1920 byla oceněna Řádem čestné legie.

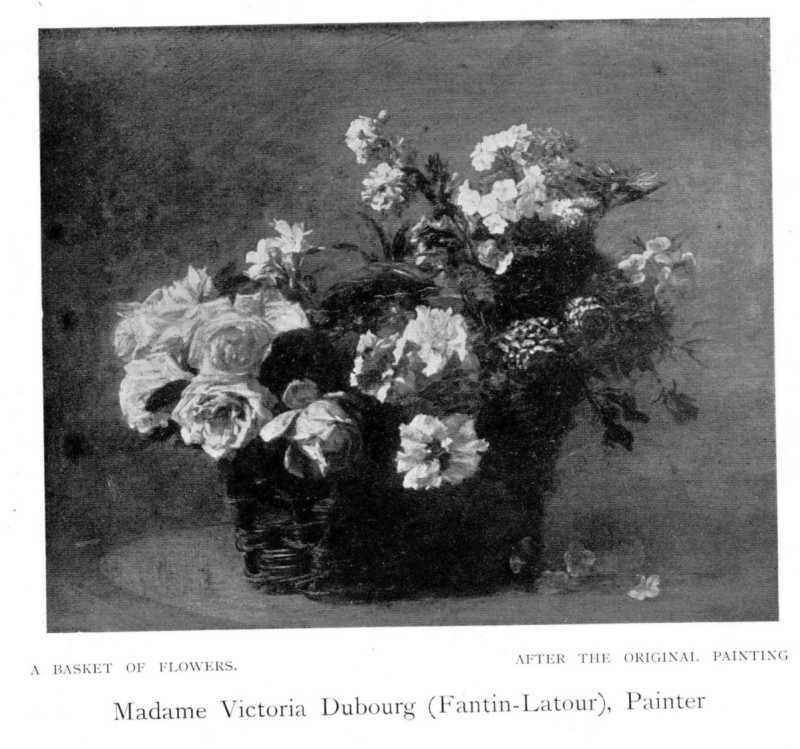
Košík s květinami
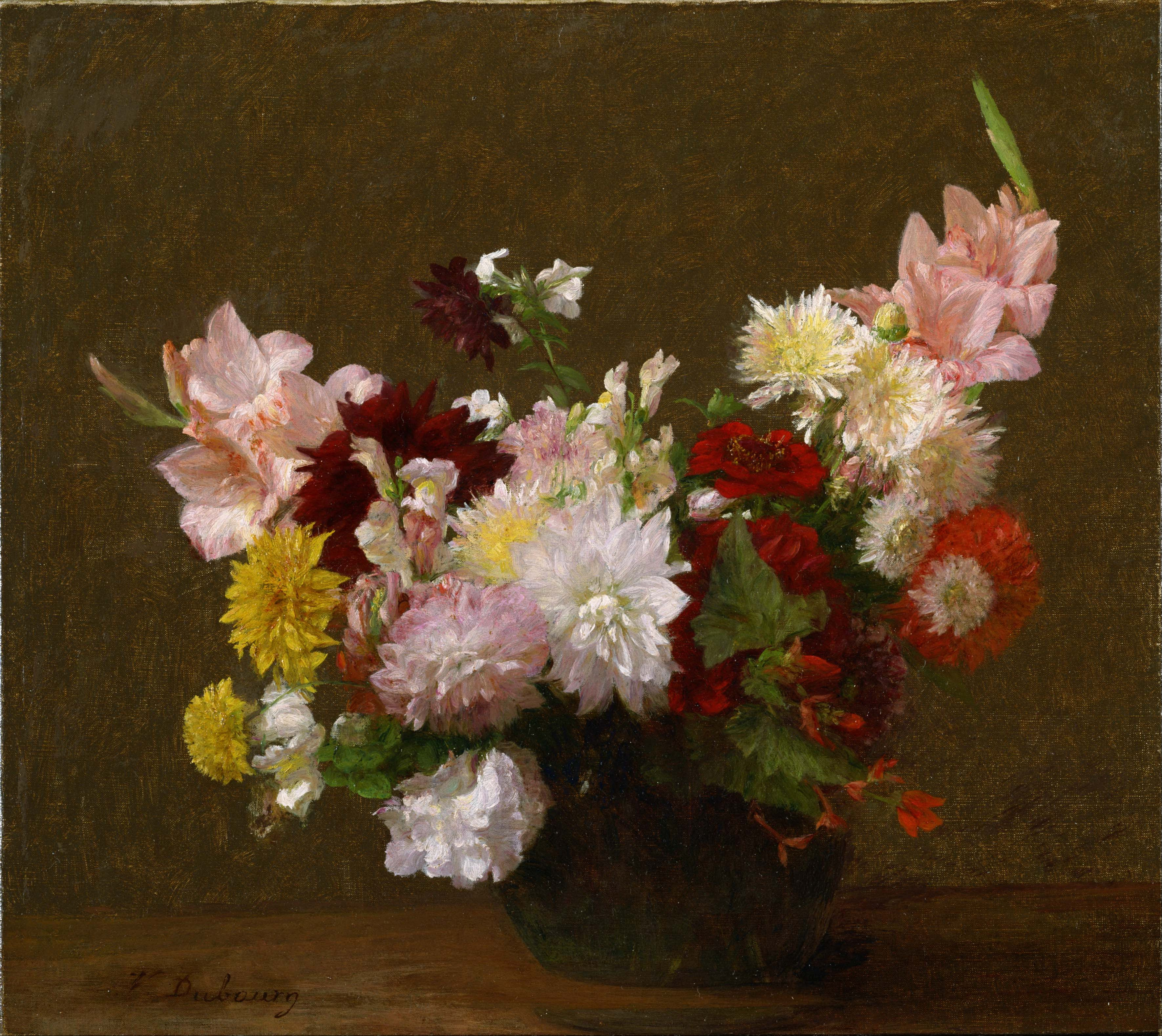
Květiny
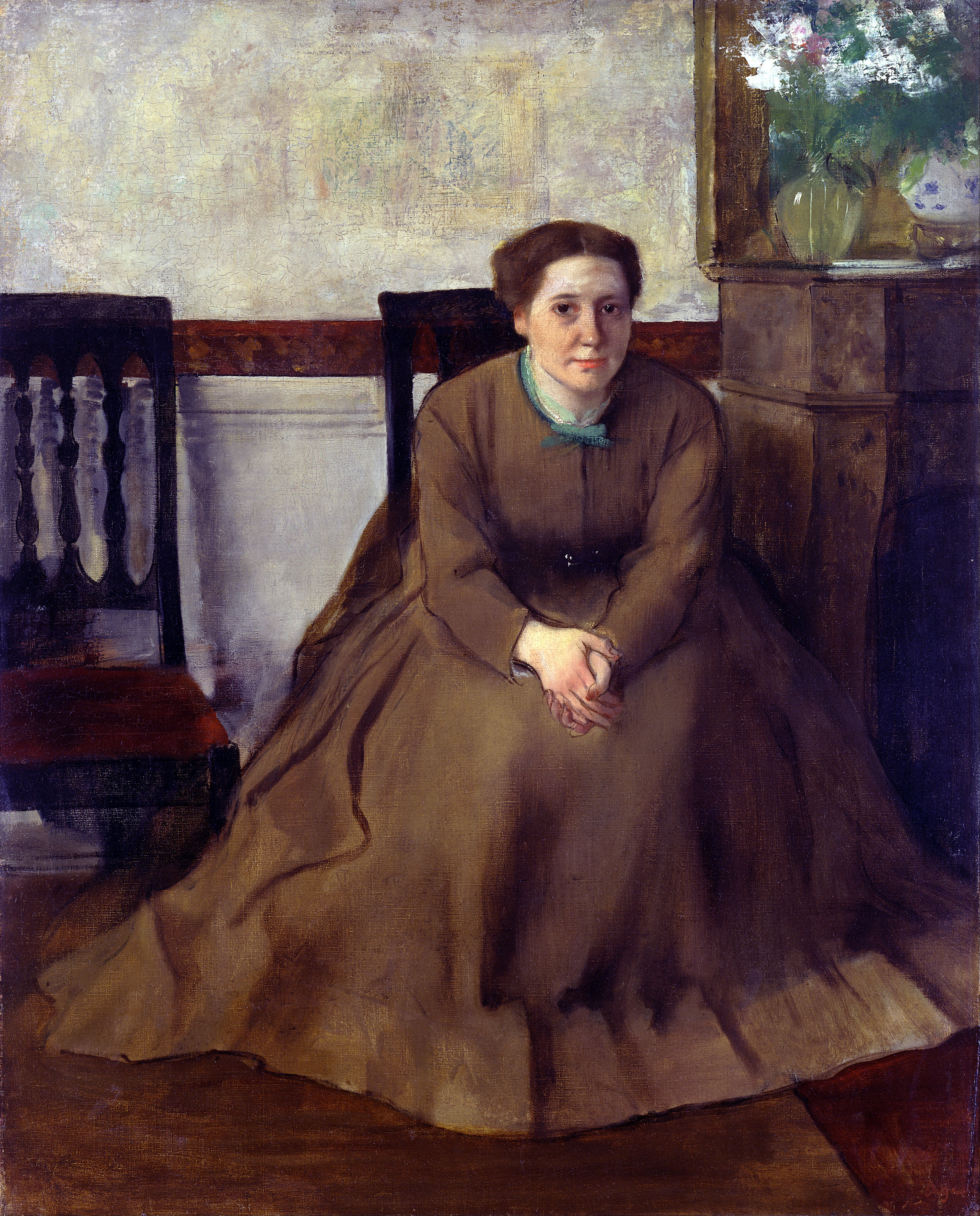
Portrét Victorie Dubourg, Edgar Degas
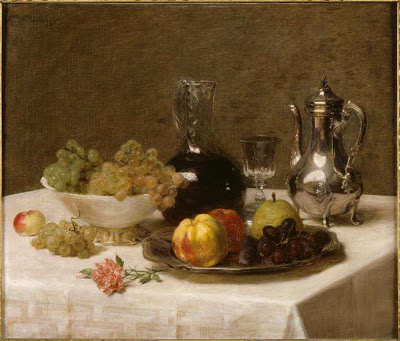
Zátiší s ovocem
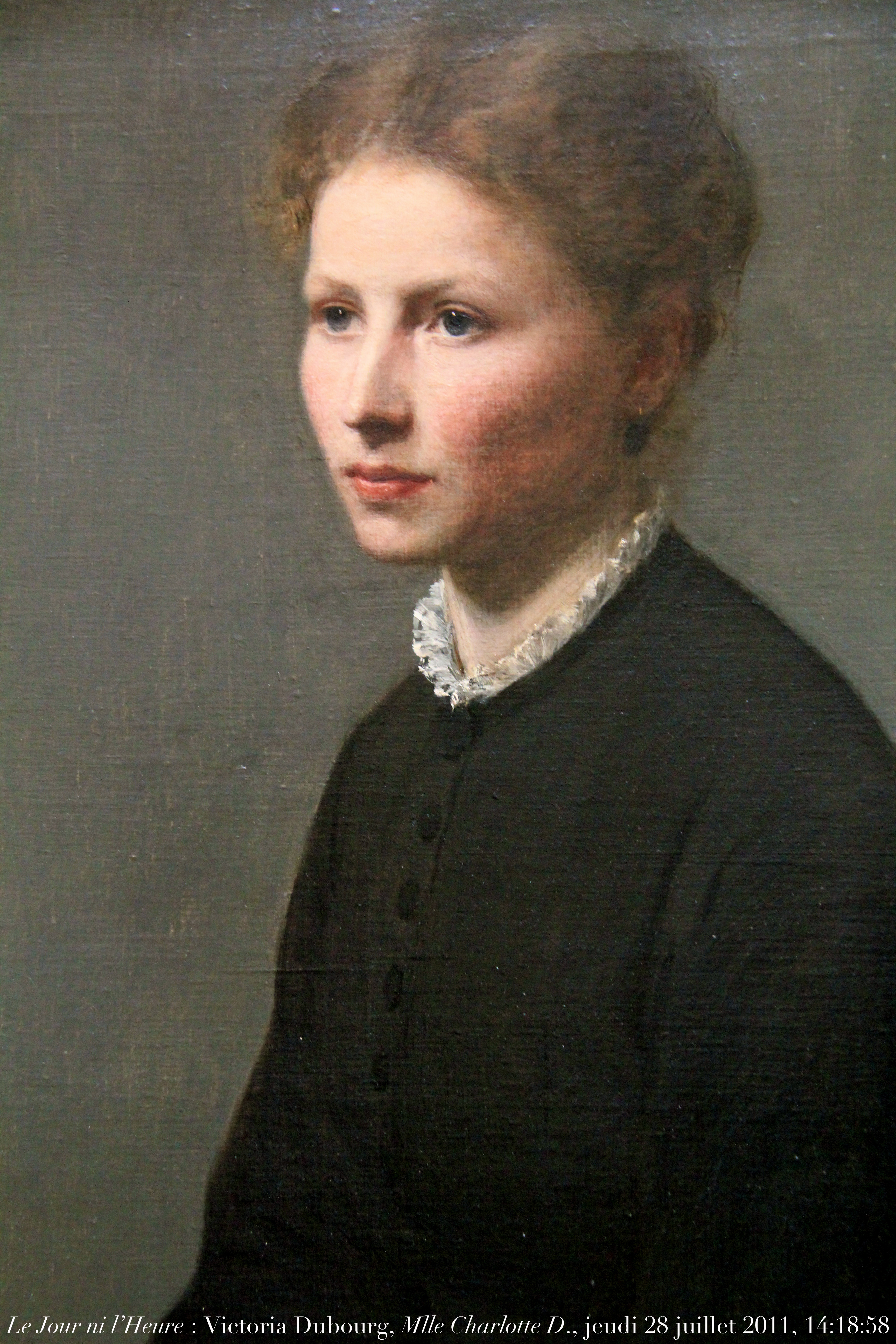
Portrét sestry Charlotte, Victoria Dubourg, 1870